# Герб Каштаньєйри-де-Пери
Ге́рб Каштаньє́йри-де-Пе́ри — офіційний символ містечка , Португалія. Використовується як територіальний герб. У срібному полі зелене каштанове дерево, з чорним стовбуром і плодами натурального кольору. Воно стоїть на зеленій землі з чорними рисками, перетятій двома срібними і однією синьою хвилястими смугами. Обабіч дерева два водяні колеса червоного кольору. Щит увінчує срібна мурована містечкова корона з чотирма вежами.  Під щитом біла стрічка, на якій великими літерами напис португальською: «vila de Castanheira de Pera» (містечко Каштаньєйра-де-Пера).  Офіційно затверджений 30 квітня 1935 року.  

## Галерея

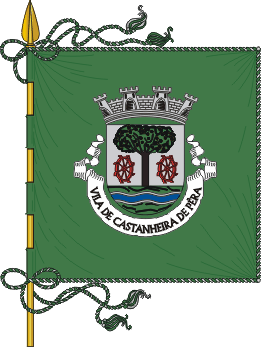
Прапор